# 25229 Karenkitt
25229 Karenkitt è un asteroide della fascia principale. Scoperto nel 1998, presenta un'orbita caratterizzata da un semiasse maggiore pari a 2,5488492 UA e da un'eccentricità di 0,1367081, inclinata di 2,12351° rispetto all'eclittica.